# Gymnasium FC
Gymnasium FC is een voetbalclub uit Douglas, de hoofdstad van het eiland Man.

## Erelijst

### Competitie
- 1e divisie, kampioen in seizoenen: 1897-98, 1902-03, 1903-04, 1904-05, 1905-06, 1919-20, 1986-87
- 2e divisie, kampioen in seizoenen: 1969-70, 1973-74

### Cup
- Manx FA Cup: 1894-95, 1901-02, 1902-03, 1903-04, 1910-11, 1931-32, 1985-86, 1986-87, 1987-88, 1999-00
- Hospital Cup: 1921-22, 1922-23, 1986-87
- Railway Cup: 1906-07, 1924-25, 1927-28, 1950-51, 1986-87
- Omnitec Invitational Trophy: 2009-10

## Stadion
Het stadion van Gymnasium FC is Tromode Park op Tromode Road in Douglas. De capaciteit van het stadion is niet bekend.